# Blackout (album, Scorpions)
Blackout je osmé studiové album německé hardrockové skupiny Scorpions vydané roku 1982 pod EMI Germany Records a Mercury Records.
Zpěvák Klaus Meine přišel během skládání materiálu pro album o hlas a musel podstoupit operaci hlasivek. Nebylo jisté, zda bude schopen album nazpívat a tak byly demonahrávky pořízeny se zpěvákem Donem Dokkenem, nicméně žádná z nich se na albu neobjevila.
Rudolf Schenker si nemohl vybrat mezi svými sóly ve skladbě "China White", a tak se americká a evropská vydání v tomto detailu liší.
Na obalu desky je vyobrazen autoportrét fotografa Gottfrieda Helnweina.

## Seznam skladeb
1. "Blackout" (R.Schenker/K.Meine/H.Rarebell/Kittelsen) – 3:49
2. "Can't Live Without You" (R.Schenker/K.Meine) – 3:47
3. "No One Like You" (R.Schenker/K.Meine) – 3:57
4. "You Give Me All I Need" (R.Schenker/H.Rarebell) – 3:39
5. "Now!" (R.Schenker/K.Meine/H.Rarebell) – 2:35
6. "Dynamite" (R.Schenker/K.Meine/H.Rarebell) – 4:12
7. "Arizona" (R.Schenker/H.Rarebell) – 3:56
8. "China White" (R.Schenker/K.Meine) – 6:59
9. "When the Smoke Is Going Down" (R.Schenker/K.Meine) – 3:51

## Sestava
- Klaus Meine – zpěv
- Matthias Jabs – sólová kytara
- Rudolf Schenker – kytara
- Francis Buchholz – baskytara
- Herman Rarebell – bicí

## Umístění v žebříčcích

### Album
Billboard (Severní Amerika)
| Rok  | Žebříček          | Pozice |
| ---- | ----------------- | ------ |
| 1982 | The Billboard 200 | #10    |

### Singly
Billboard (Severní Amerika), Top Singles (Francie)
| Rok  | Singl                  | Žebříček              | Pozice |
| ---- | ---------------------- | --------------------- | ------ |
| 1982 | No One Like You        | Billboard Hot 100     | #64    |
| 1982 | No One Like You        | Mainstream Rock Chart | #1     |
| 1982 | Can't Live Without You | France Top Singles    | #17    |